# Fàbrica de cervesa Timişoara
La Fàbrica de Cervesa Timişoara (en romanès Fabrica de Bere Timişoara), és una fàbrica de cervesa ubicada a la ciutat de Timişoara (Romania) que fàbrica entre altres marques de cerveses la marca "Timişoreana".
La fàbrica de cervesa va ser fundada pel príncep Eugeni de Savoia l'any 1718, essent la primera que es creava en els territoris de l'actual Romania, tot i que en aquella època Timişoara formava part de l'Imperi Austrohongarès. En la creació de la fàbrica a Timişoara responia al fet que la regió tenia una aigua de bona qualitat i al fet que hi haguessin nombroses tropes austríaques, fet que assegurava les vendes pràcticament a les guarnicions militars.
L'any 1870 la fàbrica va estar a punt de ser tancada, però la societat va ser adquirida per tot un seguit de ciutadans benestants de Timişoara que van rellançar la producció de cervesa.
La cervesa feta per la fàbrica de Timişoara va començar a ser reconeguda en els nombrosos concursos que se celebraven. Així va rebre la medalla de bronze a Budapest i a Arad entre molts d'altres guardons.
La modernització de la fàbrica es va accelerar entre els anys 1900 i 1920. L'any 1919 Timişoara passava a formar part del Regne de Romania, un any després la fàbrica es convertia en el proveïdor oficial de cervesa de la cort romanesa. A principis dels anys seixanta del segle passat, la fàbrica es convertia en una de les principals fàbriques mundials que funcionava amb una automatització de tot el procés productiu de la cervesa.
L'any 2001 la fàbrica va ser comprada per la corporació del sector SAB Miller, tot i que encara s'hi continua produint la cervesa més característica de la fàbrica, la "Timişoreana".